# Římskokatolická farnost Sázavka
Římskokatolická farnost Sázavka je územním společenstvím římských katolíků v rámci havlíčkobrodského vikariátu královéhradecké diecéze.

## O farnosti

### Historie
Plebánie v Sázavce (původním názvem ve Smrdově) je poprvé doložena v roce 1352, kdy místní duchovní správa odváděla 21 grošů papežského desátku za pololetí. Patronátní právo k místnímu kostelu měli benediktinští mniši z kláštera ve Vilémově (klášter vykonával patronátní právo zřejmě až do svého zániku za husitských válek). Po polovině 20. století přestala být farnost obsazována sídelním knězem. Diecézní katalog z přelomu let 1970/1971 uvádí, že Sázavka byla tehdy administrována ex currendo z Číhoště v sousedním humpoleckém vikariátu.

### Současnost
Farnost byla do 30. června 2017 spravována ex currendo z Habrů, od 1. července téhož roku pak spolu s Habry ex currendo z Golčova Jeníkova.
| Kostel                            | Místo    | Bohoslužba              | Bohoslužba                | Poznámka        |
| --------------------------------- | -------- | ----------------------- | ------------------------- | --------------- |
| Kostel Všech svatých              | Dobrnice | neděle (1x za 2 měsíce) | 15.00 v zimě 16.00 v létě | filiální kostel |
| Kostel Narození sv. Jana Křtitele | Sázavka  | neděle čtvrtek          | 11.00 15.30               | farní kostel    |